# Pieter Abraham Schwartz
Pieter Abraham Schwartz (Zaandam, 31 januari 1892 – De Bilt, 18 april 1962) was een Nederlands politicus van de ARP.
Hij werd geboren als zoon van Johannes Hendrik Fredrik Schwartz (*1865) en Aurelia van Keimpema (*1861). Hij is afgestudeerd in de rechten aan de Rijksuniversiteit Leiden en ging daarna werken bij de gemeentesecretarie van Waddinxveen. In 1919 werd hij benoemd tot burgemeester van Rilland-Bath en in 1933 volgde zijn benoeming tot burgemeester van Maassluis. Daarnaast was hij vanaf maart 1936 ruim een jaar Tweede Kamerlid. Als gevolg van het 'fluitincident' op 13 mei 1941 werd Schwartz door Höherer SS-und Polizeiführer Hanns Albin Rauter ontslagen waarna er in Maassluis een NSB'er als regeringscommissaris/burgemeester aangesteld werd. Na de bevrijding keerde Schwartz terug als burgemeester. Hem werd in 1956 op eigen verzoek ontslag verleend en in 1962 overleed hij op 70-jarige leeftijd.